# Foggia
Foggia ist die Hauptstadt der gleichnamigen italienischen Provinz Foggia, in der Region Apulien. Die 145.652 Einwohner (Stand 31. Dezember 2023) zählende Stadt ist Zentrum der landwirtschaftlich geprägten Ebene von Foggia.

## Geschichte

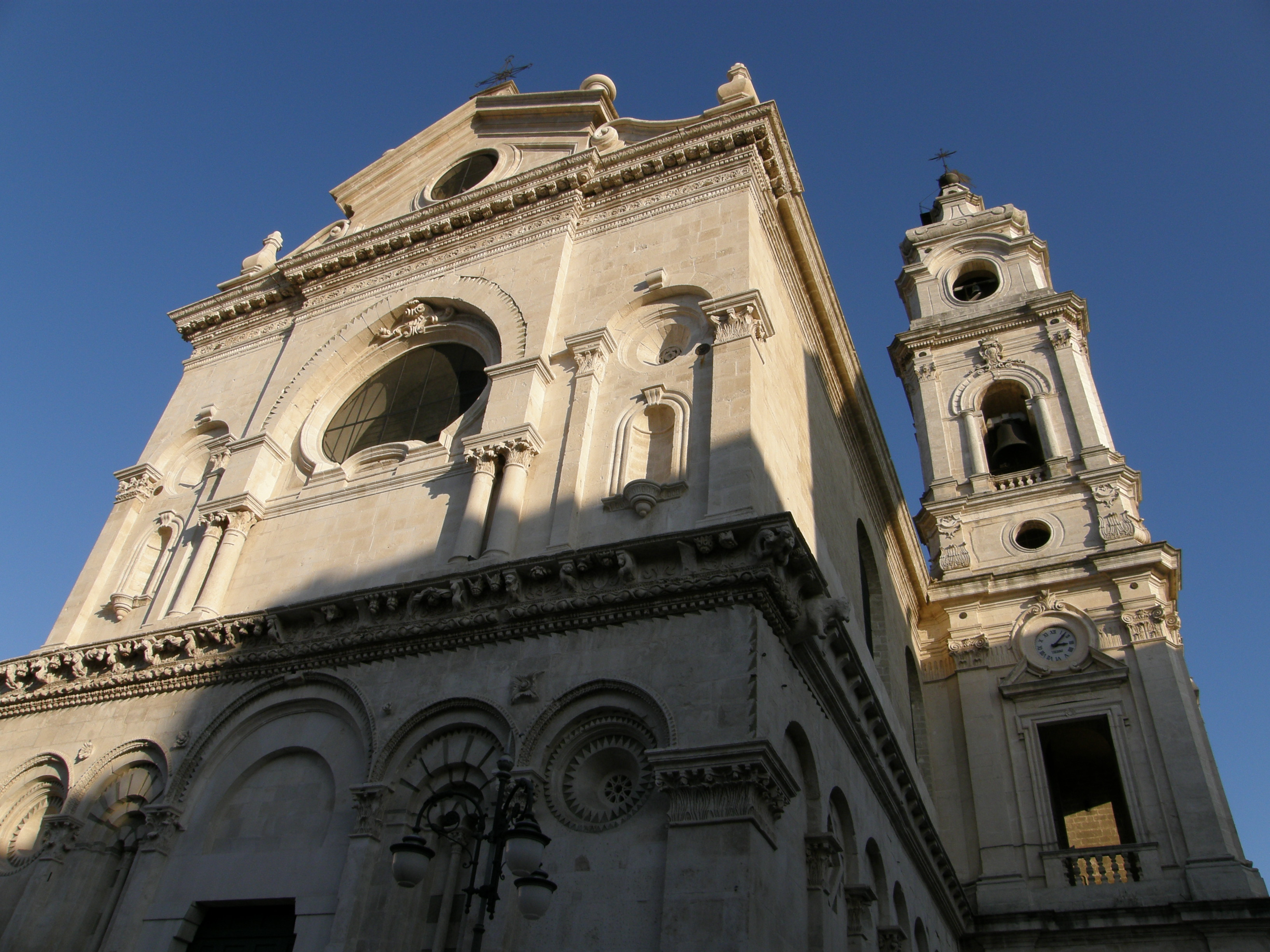
Kathedrale Santa Maria Icona Vetere

Im Zweiten Punischen Krieg wurde Foggia (damals Herdonia) von römischer und karthagischer Seite bei der ersten und Zweiten Schlacht von Herdonia umkämpft. Es wurde später Teil des römischen Reichs.
1222 verlegte Kaiser Friedrich II. seine Residenz von Palermo nach Foggia. Sein Kaiserliches Residenzschloss ist nicht mehr erhalten. Lediglich eine Inschrift, ein Portalbogen und das Gefäß eines Brunnens sind noch vorhanden.
Am 20. März 1731 wurde die Altstadt von einem Erdbeben weitgehend zerstört, es gab etwa 2000 Tote. Die Kathedrale Santa Maria Icona Vetere ist teilweise in der Folgezeit im Stil des Barock neu errichtet worden.
Im Zweiten Weltkrieg wurden bei alliierten Luftangriffen 75 Prozent der Wohngebäude zerstört oder schwer beschädigt. Um Foggia befand sich ein großer Flugplatzkomplex, ursprünglich der italienischen Luftstreitkräfte; er wurde von der deutschen Luftwaffe genutzt und fiel im Herbst 1943 in die Hand der Alliierten. Anschließend wurde die Basis primär von der US-amerikanischen Fifteenth Air Force für Angriffe im südeuropäischen Raum sowie die Combined Bomber Offensive gegen Nazi-Deutschland genutzt.
Am 2. Juni 1944 diente Foggia als Ausgangsbasis für den ersten Angriff der Operation Frantic: 130 viermotorige Bomber und 70 Jagdflugzeuge der USAAF starteten in Foggia, um Treibstoffanlagen in Ungarn und Rumänien anzugreifen. Danach landeten sie in Poltawa (Ukraine) und flogen am nächsten Tag zurück, wobei sie unterwegs Flugplätze in Rumänien bombardierten. Derartige Angriffe waren von England aus wegen der begrenzten Reichweite nicht möglich.

## Gemeindepartnerschaften
Foggia ist Partnerstadt von Göppingen; denn im Mittelalter befand sich hier die Lieblingsresidenz von Kaiser Friedrich II., der sich dort häufig aufhielt. Foggias zweite Partnerstadt ist die Kleinstadt Pescasseroli in der italienischen Region Abruzzen.

## Mafia
Die Societa foggiana gehört zur apulischen Mafia-Organisation Sacra Corona Unita. Laut dem Mafia-Experten Roberto Saviano wurde sie lange Zeit von den Medien ignoriert und konnte sich seit den 1980er Jahren ausbreiten. Schätzungen zufolge zahlen rund 80 % der Geschäftsleute in Foggia Schutzgeld an die Mafia.
In einem Prozess 2020 gegen 29 mutmaßliche Mitglieder von Societa foggiana ging es um Erpressungsversuche der Mafia gegen die Genossenschaft Sanita Piu, die ein Altersheim betreibt, sowohl in Richtung Schutzgeldzahlungen als der Einstellung von Mafia-nahen Personen als Mitarbeiter. Am 3. Januar 2020 zerstörte eine Bombe das Auto eines der Leiter der Genossenschaft, der als Kronzeuge gegen die Mafia aussagen sollte. Danach gingen 20.000 Menschen in Foggia aus Protest auf die Straße. Am 16. Januar explodierte eine Bombe vor dem Altersheim, ohne jemanden zu verletzen.

## Wirtschaft
Die Stadt ist Handelszentrum und Sitz von Papier-, Chemie-, Lebensmittel- und Dieselmotorindustrie. Foggia hat einen Verkehrsflughafen.

## In Foggia geborene Persönlichkeiten
- Umberto Giordano (1867–1948), Opernkomponist
- Michele Angiolillo (1871–1897), Anarchist und Attentäter
- Tony Slydini (1900–1991), Zauberkünstler und Zauber-Lehrer
- Domenico Paolella (1915–2002), Drehbuchautor und Filmregisseur
- Aldo Rendine (1917–1987), Schauspieler
- Mauro De Mauro (1921–1970), Journalist
- Salvatore Basile (* 1940), kolumbianisch-italienischer Filmproduzent und Schauspieler
- Gabriella Cristiani (* 1949), Filmeditorin
- Luigi Mansi (* 1952), katholischer Geistlicher, Bischof von Andria
- Marina Mazzei (1955–2004), Klassische Archäologin
- Donato Coco (* 1956), Automobildesigner
- Caterina Davinio (* 1957), Dichterin, Schriftstellerin und Künstlerin
- Francesco d’Errico (* 1957), italienischer Archäologe und Paläoanthropologe
- Luigi Reitani (1959–2021), Literaturwissenschaftler, Übersetzer, Germanist und Professor an den Universitäten Udine, Klagenfurt und Basel
- Gegè Telesforo (* 1961), Jazz- und Fusionmusiker und Moderator
- Antonella Bevilacqua (* 1971), Hochspringerin
- Paolo Bianco (* 1977), Fußballspieler und -trainer
- Barbara Matera (* 1981), Moderatorin und Politikerin
- Giovanna Turchiarelli (* 1983), Inline-Speedskaterin
- Luigi Samele (* 1987), Fechter
- Mario Furore (* 1988), Politiker
- Maria Chiara Giannetta (* 1992), Schauspielerin
- Alessandra Simone (* 2003), Tennisspielerin